# エド (ストリートファイター)
エド（ED）は、カプコンの対戦型格闘ゲーム「ストリートファイターシリーズ」に登場する架空の人物。

## 概要
『ストリートファイターIV』（以下『ストIV』と表記）のマイク・バイソンのエンディングで初登場。この時は10代前半の子供で、名前は判明していなかった。
初めて名前が付けられた『ストリートファイターV』（以下『ストV』と表記）では、10代中盤の少年から10代後半の青年の姿で登場する。当初はデフォルトのプレイアブルキャラクター16名やシーズン1の追加プレイアブルキャラクター6名のストーリーモード、ゼネラルストーリーモードに登場するサブキャラクターであった。シーズン2では追加プレイアブルキャラクター6名のうちの1人として登場し、新たに「サイコパワーとバイソン仕込みのボクシングで戦う」という設定が追加された。
名前に関しては「ED（エンディング）の男の子」という指定で、デザイナーがEDという表記を名前と勘違いして名付けたことに由来する。

## キャラクターの設定
ベガの代替ボディの研究材料としてS.I.N社に捕えられていたが、セスが倒されて崩壊する研究所からバイソンが金目当てに救出した。『ストIV』シリーズではバイソンに質問されて怯えるほど臆病な性格の子供だった。『ストV』では粗暴な性格のバイソンと共にいたため不遜な性格になっており、バイソンの相棒として暮らしている。
右の掌にはシャドルーの紋章があり、ベガの代替ボディの研究材料だったため、ある程度サイコパワーを扱うことができる。基本的には物を触れずに動かしたりサイコパワーによって物を燃やすなどの能力だが、プレイアブルキャラクターではサイコパワーを塊にして飛び道具にするといった必殺技も持つ。サイコパワーの影響で、1ヶ月ごとに服を買い替えなければならないほどに肉体の成長が早い。このエドの成長の速度に関してバイソンは同僚のF.A.N.G（ファン）から「貴方がS.I.N社から連れ出した研究材料の少年の成長が早すぎるのではないか」と聞かれている。
バイソンの前では自信満々に振る舞っているが、実際は毎日のように「自分が自分ではなくなり、別のもの（ベガ）に支配される」という夢を見ていて恐れをなしており、シャドルーが崩壊した後もその悪夢は終わることがなかった。そのため「バイソンの背中を見失う」と危惧しバイソンのもとを離れようとするが、「まだ弱いヒヨコは黙って付いてくればいい」と言われる。エドは自分が弱くないと反発すると、エド自身の未熟さを理解させようとするバイソンと戦い勝利し、互いに決別する。
シャドルーが健在だったころに突然現れた占い師の少女（メナト）に「このまま大人になると君は自分の中に閉じ込めているもの（サイコパワー）に支配されてしまう」「君たちも大変だね」と言われたことを思い出し、彼女の言った"君たち"とは自分と同じ境遇の人間だと理解したエドは、その者たちを集め新たな組織「ネオ・シャドルー」の若き指導者として宿命に立ち向かうことを決意する。この組織のロゴマークは雷マークを横にして「N」を表し、その中にもう一つ雷マークが描かれたものが使われている。
『ストV』のエドのストーリーモード最後の画像では3人の仲間（この中にファルケがいる）が描写され、片目が変色しているか前髪を伸ばして片目を隠している。
『ストV』のシーズン2のプレイアブルキャラクター時のデフォルトの衣装は複雑なデザインをした軍服のような服に帽子、黒いボクシンググローブといった服装。
『ストV』のアーケードモードのエンディングではプロボクサーになってバイソンと勝負している。
『ストリートファイター6』（以下『スト6』と表記）ではYear1の追加キャラクターとして登場する。『スト6』の本人のストーリーモードでは「"ネオ・シャドルー"の呼称はエドたちが付けたのでなく、シャドルー残党からそう呼ばれるようになった」と判明するが、元シャドルー構成員のJPと決着をつけたあとでエドは「オレたちはネオ・シャドルーを名乗ってやるが、誰の思惑にも乗らない」と決意する。

## 人物
『ストIV』シリーズでは初代『ストIV』にてバイソンに怯えてサイコパワーを暴走させる姿を見せ、『スーパーストリートファイターIV』以降はバイソンに「お前は何の力があるのか」と聞かれた際に「僕1人だけでは何もできません」と返答するも「助けたからには必ず役に立ってもらう」と脅されて連れていかれても逃げようとしなかった。
『ストV』ではバイソンに心酔し、ナッシュを挑発するなど不遜な人物である。しかし、他人を騙すコーリンに説教したり、ケンには家族を大事にするように言うなど、一応は良識がある態度をとる一面をみせたり、バイソンから独立した後の『スト6』では、自分と同じ境遇の元シャドルーの実験体たちを解放せんとするために戦ったり、自分に師事してきたアバターに対し、ぶっきらぼうながらも熱心に指導するなど、粗暴な態度の裏で自分なりの正義を掲げたり、面倒見の良さを見せており、本質的には悪人ではない。また、バーディーが食べているドーナツを初めて見て美味しそうだからという理由で貰おうとする純粋な一面もある。ファルケのストーリーモードでは彼女と手合わせをした後で「オレたちのようにシャドルーの研究材料にされた者たちを救うために、オレは今よりも強くならなければならない」と心境を吐露している。また現代っ子らしい一面もあるらしく、『スト6』のワールドツアーではカードゲームをしていることも判明する。

## ゲーム上の特徴
初参戦の『ストV』ではクリティカルアーツを除いた全ての必殺技がレバーとボタンの組み合わせで発動できる斬新なファイトスタイルが特徴。飛び道具、対空技、突進技が一通り揃っているスタンダードな性能だが、特殊技がないため、しゃがみガード不可の中段技がなく突進技はボタンホールドする必要がある。Vスキルは地上か空中の相手を掴んだり引き寄せる性能を持つ特殊な性能だが、距離は決して長くなく隙も大きいため使いどころが重要。
『スト6』のクラシックタイプでは必殺技が普通のコマンド技に変更されている。

## 技の解説

### 通常技

#### ストV
| 操作     | 立ち             | しゃがみ         | 斜めジャンプ       |
| -------- | ---------------- | ---------------- | ------------------ |
| 弱パンチ | フリッカー       | ジャブ           | エアナックル       |
| 中パンチ | バッシュ         | ストレート       | エアスマッシュ     |
| 強パンチ | ソリッドナックル | ソリッドアッパー | ソリッドダイブ     |
| 弱キック | ニーリフト       | クイックキック   | ニークラッシュ     |
| 中キック | ヘッドショット   | レッグブレイカー | シュートキック     |
| 強キック | バックラッシュ   | スピンサイクル   | スティンガーキック |

#### スト6
| 操作     | 立ち                 | しゃがみ           | 斜めジャンプ         |
| -------- | -------------------- | ------------------ | -------------------- |
| 弱パンチ | ジャブ               | アンダーブロー     | エアナックル         |
| 中パンチ | ボディブロー         | アンダーフック     | バーティカルナックル |
| 強パンチ | ソリッドナックル     | ローフックパンチ   | ソリッドダイブ       |
| 弱キック | フリッカー           | ジャブフリッカー   | アンダーフリッカー   |
| 中キック | ヒットマンフリッカー | オーバーフリッカー | ミドルフリッカー     |
| 強キック | ライジングフリッカー | ローフリッカー     | ハイフリッカー       |

### Vシステム
キルステップ
Vリバーサル。相手の横を通りつつ背後に回りこむ。
サイコスプリット
Vシフトブレイク。

#### Vスキル
サイコアンカー・グランド [I]
前方に縄状のサイコパワーを伸ばす。相手に届くと一気に近づきボディブローを打ち込み、ダウンする相手に挑発する。
ボタンを押し続けると力をため、少しだけ飛距離が増し、相手を引き寄せる。ガードされた場合はただ引き寄せるだけだがヒットした場合は相手の自由を奪い、空中に舞い上げながら相手を引っ張り追撃ができるようになる。
サイコアンカー・エア [I]
空中に縄状のサイコパワーを伸ばす。相手に届くと飛び上がって近づき、拳を打ち込みながら相手と共に落下する。
ボタンを押し続けると力をため、少しだけ飛距離が増し、相手を引き寄せる。引き寄せられた相手は地面でバウンドするため、地上技で追撃ができる。
サイコスウィング [II]
前方に踏み込んで殴りつける。動作中は飛び道具に対して無敵。また、ボタンホールドで威力と移動距離が増加する。
サイコスマッシュ [II]
その場でアッパーを繰り出す。攻撃は「サイコナックル」でキャンセル可能なほか、ボタンホールドで威力が上昇する。

#### Vトリガー
サイコキャノン [I]
サイコパワーを凝縮させた塊を放つ飛び道具。発動時にレバーを前方に入力すると飛び道具の飛行速度が変化する。『スト6』ではスーパーアーツ。
アンカーブースト [II]
「サイコアンカー」の強化版に当たる「ガイストアンカー」が使用可能になる。

#### ドライブシステム
ターンパンチ
ドライブインパクト。
ハンマーブロー
ドライブリバーサル。

### 投げ技
サイコブロー
『ストV』のレバー前投げ。相手の頭を掴んで腹部にアッパーを打ち込み、怯んだところに再び強烈なアッパーで叩き飛ばす。
チート&スマッシュ
『ストV』のレバー後ろ投げ。片手で突き飛ばしアッパーで背後に浮かせ、落ちてきた相手に振り向きながらフックで殴り飛ばす。
フェイスバスター
『スト6』のレバー前投げ。
リブクラッシャー
『スト6』のレバー後ろ投げ。

### 必殺技
サイコナックル
立ち強パンチをタメることでサイコパワーを拳に纏い、突進しながらストレートを打ち込む。バイソンの「ダッシュストレート」に動きが似ているが技後は回り込むように踏み込む特徴がある。
攻撃がヒットした場合は相手は膝崩れダウンとなり追撃ができる。EX版はない。
サイコフリッカー
サイコパワーを纏った3連続のパンチ（裏拳）を繰り出す。ボタン連打技で発生が早く隙も小さい。EX版はない。
サイコアッパー
振りかぶってサイコパワーを纏ったアッパーを繰り出す。大きく振りかぶるためリーチの短い上段の攻撃を避けて当てることができる。EX版は無敵時間が長く2ヒットするため、割り込みにも強い。
サイコスパーク
ショートアッパーを繰り出し、同時に目の前でサイコパワーの球を発生させる。飛び道具を打ち消す能力がある。
サイコシュート
「サイコスパーク」で発生させたサイコパワーの球をストレートパンチで前方に放つ飛び道具。EX版は2ヒットとなる。
サイコライジング
足を振り上げながら上昇する。発生は遅いが中通常攻撃から繋げることができ、相手のジャンプに対して早く発動すれば充分な対空技になる。
サイコスプラッシュ
「サイコライジング」ヒット後に、斜めに急下降しながらパンチを繰り出す。EX版は着地後の隙が小さくなり対空技で追撃ができる。
ガイストアンカー・グランド / エア
Vトリガー[II]発動中に使用できる、「サイコアンカー」の強化版。「サイコアンカー」より長い縄状のサイコパワーを伸ばし、地上の相手に届くと飛び込みながら着地ざまにパンチで攻撃、空中の相手に届くと一気に引き寄せ空中の相手に拳を伸ばし叩き飛ばす。
必殺技をキャンセルして発動できるのが特徴で、「サイコアンカー・グランド」はヒット後に特定の通常技に繋げられるため、さらにコンボを伸ばすことができる。
サイコブリッツ
『スト6』で追加された技。サイコパワーを纏ったパンチの連続攻撃。
キルステップ
『スト6』で追加された移動技。前方と後方の2種類があるが、前方のみ追加攻撃技がある。

### スーパーアーツ/クリティカルアーツ
サイコバラージ
『ストV』のクリティカルアーツ。スウェーで踏み込んで近づき、進みながら連続したボディブローやフックで攻撃する。空中の相手でも7ヒット目が当たるとロック演出に移行する。
高速で相手の横や背後に回り込みながらフックやアッパーで攻撃し、最後は相手の顎に強烈なアッパーを打ち込み、サイコパワーを爆発させ吹き飛ばす。
サイコストーム
『スト6』のレベル1スーパーアーツ。
サイコキャノン
『スト6」のレベル2スーパーアーツ。『ストV』ではVトリガー。
サイコチェンバー
『スト6』のレベル3スーパーアーツ。

## 担当声優
- 沢城みゆき（『ストリートファイターIV』シリーズ）
- 吉野裕行（『ストリートファイターV』、『ストリートファイター6』）
- エドワード・ボスコ（『ストリートファイターV』、『ストリートファイター6』英語版ボイス）